# Шиє (Равна Гора)
Шиє (хорв. Šije) — населений пункт у Хорватії, в Приморсько-Горанській жупанії у складі громади Равна Гора.

## Населення
Населення за даними перепису 2011 року становило 21 осіб.
Динаміка чисельності населення поселення:

## Клімат
Середня річна температура становить 7,47 °C, середня максимальна – 20,62 °C, а середня мінімальна – -6,80 °C. Середня річна кількість опадів – 1500 мм.
| Клімат поселення                              | Клімат поселення | Клімат поселення | Клімат поселення | Клімат поселення | Клімат поселення | Клімат поселення | Клімат поселення | Клімат поселення | Клімат поселення | Клімат поселення | Клімат поселення | Клімат поселення | Клімат поселення |
| Показник                                      | Січ.             | Лют.             | Бер.             | Квіт.            | Трав.            | Черв.            | Лип.             | Серп.            | Вер.             | Жовт.            | Лист.            | Груд.            |                  |
| Середній максимум, °C                         | 4,62             | 5,27             | 8,14             | 11,92            | 16,86            | 20,28            | 20,62            | 20,20            | 16,48            | 12,40            | 7,30             | 3,57             |                  |
| Середня температура, °C                       | −1,1             | −0,46            | 2,43             | 6,20             | 11,14            | 14,58            | 16,66            | 16,23            | 12,53            | 8,44             | 3,32             | −0,4             |                  |
| Середній мінімум, °C                          | −6,8             | −6,16            | −3,31            | 0,50             | 5,43             | 8,85             | 12,71            | 12,29            | 8,58             | 4,48             | −0,61            | −4,34            |                  |
| Норма опадів, мм                              | 92               | 95               | 112              | 129              | 113              | 134              | 100              | 117              | 139              | 164              | 173              | 132              |                  |
| Середньомісячна швидкість вітру, м/с          | 2.48             | 2.64             | 2.83             | 2.66             | 2.52             | 2.35             | 2.23             | 2.26             | 2.25             | 2.45             | 2.65             | 2.66             |                  |
| Середньомісячна сонячна радіація, кДж/м²·день | 4290             | 7058             | 10285            | 14567            | 18688            | 20232            | 21712            | 18258            | 13430            | 8859             | 4694             | 3585             |                  |
| --------------------------------------------- | ---------------- | ---------------- | ---------------- | ---------------- | ---------------- | ---------------- | ---------------- | ---------------- | ---------------- | ---------------- | ---------------- | ---------------- | ---------------- |
| Джерело:                                      |                  |                  |                  |                  |                  |                  |                  |                  |                  |                  |                  |                  |                  |